# Chela khujairokensis
Chela khujairokensis är en fiskart som beskrevs av Arunkumar 2000. Chela khujairokensis ingår i släktet Chela och familjen karpfiskar. IUCN kategoriserar arten globalt som sårbar. Inga underarter finns listade i Catalogue of Life.